# Onesia nigripalpis
Onesia nigripalpis är en tvåvingeart som först beskrevs av Macquart 1835.  Onesia nigripalpis ingår i släktet Onesia och familjen spyflugor.
Artens utbredningsområde är Frankrike. Inga underarter finns listade i Catalogue of Life.